# Microdesmis puberula
Microdesmis puberula är en tvåhjärtbladig växtart som beskrevs av Joseph Dalton Hooker och Jules Émile Planchon. Microdesmis puberula ingår i släktet Microdesmis och familjen Pandaceae. Inga underarter finns listade i Catalogue of Life.